# 小布鲁西
小布鲁西（法語：Broussy-le-Petit，法語發音：[bʁusi lə pəti]）是法国马恩省的一个市镇，位于该省中西部偏南，与大布鲁西相邻，属于埃佩尔奈区。

## 地理
小布鲁西（48°47'31"N, 3°49'35"E）面积11.62 平方千米，位于法国大東部大區马恩省，该省份为法国东北部内陆省份，北起阿登省，西北接埃纳省，西南接塞纳-马恩省，南至奥布省，东南接上马恩省，东临默兹省。
与小布鲁西接壤的市镇（或旧市镇、城区）包括：库尔若内、阿勒芒、大布鲁西、勒沃。

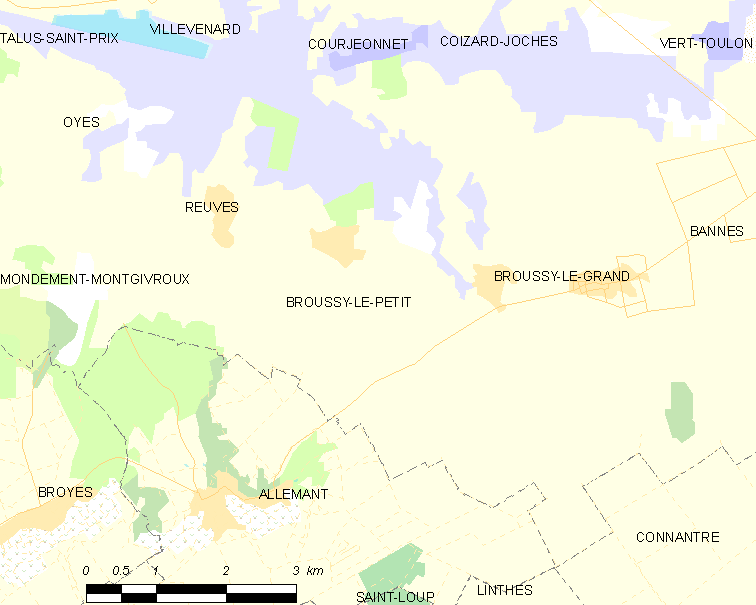
小布鲁西的OSM定位图

小布鲁西的时区为UTC+01:00、UTC+02:00（夏令时）。

## 行政
小布鲁西的邮政编码为51230，INSEE市镇编码为51091。

## 政治
小布鲁西所属的省级选区为塞扎讷-布里-香槟县。

## 人口

1962-2008年间小布鲁西人口变化图示

小布鲁西于2022年1月1日时的人口数量为137人。